# ألفريدو بيتانكورت
ألفريدو بيتانكورت (بالإسبانية: Alfredo Betancourt)‏ هو صحفي وكاتب سلفادوري، ولد في 26 أكتوبر 1914 في السلفادور، وتوفي في 30 أغسطس 2013 في أليكانتي في إسبانيا.